# Skákavka Zimmermannova
Skákavka Zimmermannova (Attulus zimmermanni, syn. Sitticus zimmermanni, Sittiflor zimmermanni, Calositticus zimmermanni) je druh pavouka z čeledi skákavkovití (Salticidae). Skákavka je rozšířena napříč palearktickou oblastí skrze evropský kontinent až po jižní Sibiř, přičemž areál výskytu zahrnuje i Turecko, Ázerbájdžán, Kazachstán, Turkmenistán a Čínu. V Česku je považována za velmi vzácný, kriticky ohrožený druh, první nález pochází z roku 1961.
Skákavka Zimmermannova dosahuje velikosti 3 až 6 mm u samic, 3 až 5 mm u samců. Zbarvení hlavohrudi je červenohnědé, s tmavším příčný pruhováním a bílou podélnou centrální linkou, jež však nemusí být vždy zřetelná. Oblast nad předníma očima a po stranách hlavohrudi je lemována světlými chloupky. Zadeček je vepředu červenohnědý, směrem dozadu až černý. Na tmavé ploše zadečku vynikají dvě menší bělavé skvrny, náznaky jednoho až dvou párů bělavých skvrnek jsou i na přední straně zadečku. Končetiny mají barvu světle žlutou až červenohnědou, s kroužkovaným vzorem.